# Itaituba (tiểu vùng)
Itaituba là một tiểu vùng thuộc bang Pará, Brasil. Tiều vùng này có diện tích 189593 km², dân số năm 2007 là 198250 người.